# LaoSat 1
LaoSat 1 ist ein staatlicher Kommunikationssatellit und der erste laotische Satellit. Er wurde am 21. November 2015 mit einer Trägerrakete vom Typ Langer Marsch 3B/G2 vom Kosmodrom Xichang in eine um 18,4° zum Äquator geneigte geostationäre Transferbahn von 190 × 41.787 km gebracht und erreichte einige Zeit später seine endgültige Position bei 128,5° östlicher Länge.

## Technik
Der beim Start 4,2 t schwere, dreiachsenstabilisierte Satellit ist mit 8 Ku-Band- und 14 C-Band-Transpondern ausgerüstet. 
Er wurde auf Basis des Satellitenbusses DFH-4S von der Chinesischen Akademie für Weltraumtechnologie im Auftrag der Laos National Authority for Science and Technology (NAST) gebaut und besitzt eine geplante Lebensdauer von 15 Jahren. LaoSat-1 war der erste Satellit der die verbesserte DFH-4S-Plattform benutzte, allerdings noch nicht mit den optionalen Ionentriebwerken. Der Vertrag zum Bau des Satelliten wurde am 25. Februar 2010 zwischen der China Great Wall Industry Corporation, der China Asia-Pacific Mobile Communications Satellite Company Limited (APMT) und der NAST unterzeichnet. Das Projekt kostete umgerechnet 258 Millionen US-Dollar und wurde mit einem Kredit der China Exim-Bank finanziert.

## Mission
Nach dem Start und dem erfolgreichen Abschluss der Tests im Orbit wurde am 25. Februar 2016 in Vientiane die Lao Asia Pacific Satellite GmbH, kurz LAOSAT, als chinesisch-laotisches Gemeinschaftsunternehmen gegründet.
LAOSAT erhielt von der laotischen Regierung die Genehmigung, LaoSat 1 zu betreiben und Dienste im Bereich Satellitenkommunikation, Satellitenfernsehen sowie Breitband-Internet anzubieten. Von seiner geostationären Position bei 128,5° Ost bedient der Satellit neben dem Staatsgebiet von Laos auch Teile von Süd- und Südostasien, China und Australien, ein Gebiet mit einer Gesamtbevölkerung von 1,28 Milliarden Menschen. Zwei der 22 Transponder werden für Dienstleistungen in Laos verwendet, die anderen 20 sind an ausländische Kunden vermietet.
Im August 2020 wurde von der LAOSAT ein DTH-Schulfernsehkanal eröffnet, mit vom laotischen Bildungsministerium zur Verfügung gestellten Unterrichtsvideos, die im Hauptquartier der Firma von chinesischen und laotischen Technikern geschnitten und über den Satelliten übertragen wurden. Auf diese Art konnte während der COVID-19-Pandemie auch in abgelegenen Bergdörfern ohne terrestrischen Internetanschluss Fernunterricht realisiert werden. Im Juni 2023 waren 10 % der 130 Beschäftigten von LAOSAT Chinesen, die restlichen 90 % Laoten.